# 2019年コロナウイルス感染症による映画への影響

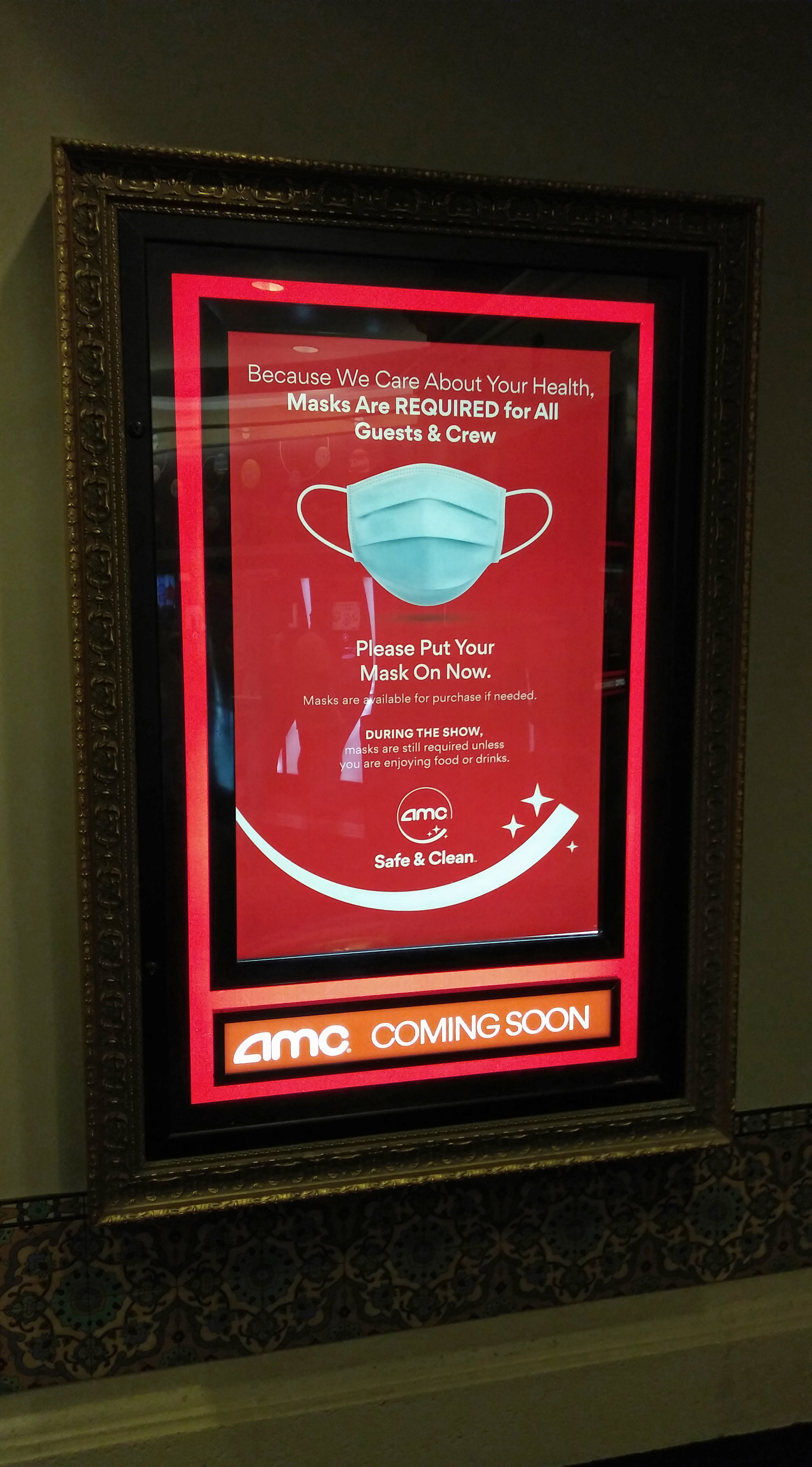
フロリダ州セントピーターズバーグの劇場「AMC Sundial 12」に掲示されたポスター。マスクが描かれ、上部に「お客様の健康に配慮し、全てのゲストとクルーにマスク着用を義務付けています」、下部に「今すぐマスクを着用してください。必要ならマスクは購入することができます。上映中でも飲食する場合を除いて、マスクを着用してください」とメッセージが書かれている。

2019年コロナウイルス感染症による映画への影響（2019ねんコロナウイルスかんせんしょうによるえいがへのえいきょう）では、新型コロナウイルス感染症（COVID-19）の流行に伴う映画への影響について述べる。
COVID-19パンデミックは2020年、2021年、2022年の映画産業に深刻な打撃を与え、その影響は芸術分野全般の被害を反映している。各国の映画市場では映画の公開延期・中止や劇場の閉鎖、映画祭の延期・中止などの事態が発生しており、全世界の興行収入は数十億ドル減少したほか、外出せずに映画を鑑賞できるストリーミング配信の人気が高まったことにより、興行会社の株価が大幅に下落した。また、2020年3月以降に公開が予定されていたブロックバスター映画の多くが公開延期・中止となり、さらに映画の製作・撮影も中止に追い込まれた。一方、ブロックバスター映画の公開本数が減少したことで、インディペンデント映画の公開本数が増加して作品の認知度向上に繋がる結果をもたらした。
中国市場ではアジア映画産業の稼ぎ時である旧正月期間中に全ての劇場を閉鎖したため20億ドルの損害を出しており、北米市場では2020年3月13日から15日にかけての週末興行収入が1998年以来の最低記録を更新した。2020年の全世界興行収入ランキングは『劇場版 鬼滅の刃 無限列車編』が第1位（5億310万ドル）となったが、全世界興行収入ランキングの上位作品が10億ドルを下回ったのは2007年以来であり、アメリカ映画以外の作品が上位作品にランクインしたのは史上初のことである。2021年に入ると全世界の興行収入は前年比78%増と回復基調となった。

## 興行収入

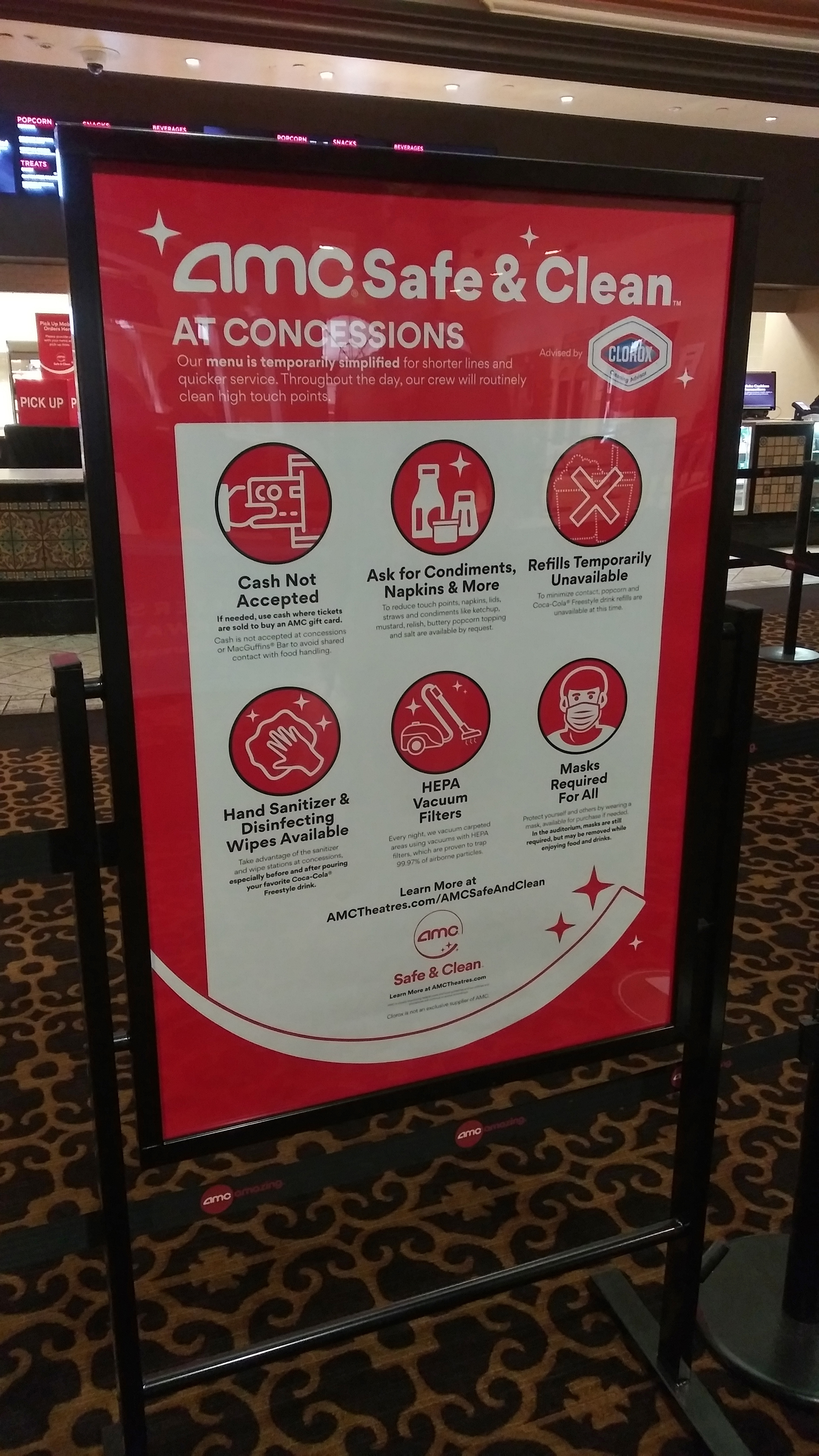
フロリダ州セントピーターズバーグの劇場「AMC Sundial 12」に掲示されたポスター。劇場内の6つの感染対策が書かれている。

2020年3月時点で、「COVID-19パンデミックによって全世界の興行収入は50億ドル減少する」という予測が報じられていた。パンデミックが発生した国では劇場閉鎖や入場制限が実施されたことで興行収入に影響が出ており、パンデミックが発生していない国でも観客動員数が減少している。中国本土では2020年1月に7万劇場が閉鎖され、1月-2月の興行収入は前年同月の21億4800万ドルから大幅に減少して390万ドルとなった。イタリアでは2020年3月8日に全ての劇場に対して最大1か月間の閉鎖を政府が指示し、同月6日-8日の週末興行収入は前年同月比94%減となっている。フランスでは劇場の入場数を半分に制限して劇場内でのソーシャルディスタンスを確保し、数日後にはアイルランド・北アイルランドで展開するオムニプレックス・シネマズもフランスの動きに同調して入場制限を実施した。この他の地域では同月12日にカタール、17日にアメリカ合衆国、18日にマレーシア・タイ王国、20日にイギリス、22日にオーストラリア・ニュージーランド、27日にシンガポールが国内の全劇場を閉鎖している。日本では4月7日に埼玉県・千葉県・東京都・神奈川県・大阪府・兵庫県・福岡県を対象にした緊急事態宣言が発令され、この影響で220以上の劇場が閉鎖された。
2020年1月-3月の興行収入減少率（中国本土を除く）は、イタリアが70-75%、韓国が60%、香港・フィリピン・シンガポールが35%、台湾が30%となっている。また、地域経済の重要拠点であり同時に巨大映画市場でもあるロサンゼルスでは、2020年3月にロサンゼルス郡全域に非常事態宣言が発令されたことから、4月の興行収入が前年同月比で20%減少すると予測された。ただし、劇場の1スクリーン当たりの最大入場者数は1,000人以下のため、劇場利用はカリフォルニア州が定める集会禁止令の対象外になっている。こうした対応を受け、全米劇場所有者協会のカリフォルニア州・ネバダ州の代表は類似の非常事態が発生した際にも劇場営業を続けた事例を引き合いに出し、両州では劇場営業を続ける方針を決定した。一方、3月に実施された世論調査では劇場閉鎖を支持する意見が多数派となっている。3月15日にアメリカ国内の100以上の劇場が閉鎖された。Deadline.comによると、閉鎖の理由は行政指示によるものと観客数の減少により営業継続が困難な状況に陥ったことによる企業判断に大別される。2日後の17日には国内の全劇場が閉鎖されたが、他者と接触せずに鑑賞できるドライブインシアターは閉鎖の対象外となり人気を集めた。
2020年3月第1週のオープニング週末興行収入は、前年同月比で記録的な減少となった。2019年3月第1週の『キャプテン・マーベル』のオープニング週末興行収入が1億5300万ドルだったのに対し、2020年3月第1週のオープニング週末で最大興行収入を記録した『2分の1の魔法』は3900万ドルという結果だった。第2週の興行収入は1998年10月30日-11月1日以来の最低記録となる5530万ドルとなったが、これは9・11テロ事件発生後のオープニング週末興行収入を上回る減少率だった。『2分の1の魔法』の第2週末の興行収入は1050万ドルを記録したが、同作は同時期公開の映画の中で唯一興行収入が1000万ドルを超えた反面、歴代ピクサー映画の中で最も興行収入の減少率が大きかった。同月19日にはウォルト・ディズニー・スタジオとユニバーサル・ピクチャーズが興行収入データの発表を一時停止する方針を決定し、これを受けたコムスコアも翌20日に興行収入データの計測・発表を無期限に停止した。同月26日に中国では感染者率の減少に伴い250-500劇場が営業を再開したが、翌日には中国政府が方針を撤回したため再び国内の全劇場が閉鎖された。

## イベント

### 映画賞授賞式
COVID-19が蔓延する中、2020年2月1日に第10回マグリット賞、同月28日に第45回セザール賞、3月6日に第43回日本アカデミー賞が開催され、このうち第43回日本アカデミー賞は招待客や報道陣を呼ばない無観客形式で行われた。同月7日に開催予定だった第14回声優アワードは授賞式を中止し、超!A&G+で配信される『文化放送 超!A&G+スペシャル 第十四回声優アワード受賞者発表スペシャル』で受賞者の発表が行われた。第40回ゴールデンラズベリー賞は当初の予定通り同月14日に開催を計画していたが、最終的に授賞式は中止され、同月16日にゴールデンラズベリー賞財団公式YouTubeチャンネルで受賞者が発表された。同月27日に開催予定だった第21回国際インド映画アカデミー賞の授賞式は中止となり、2021年11月24日にInstagramを通じて受賞者が発表された。4月3日に開催予定だった第65回ダヴィッド・ディ・ドナテッロ賞の授賞式は5月8日に延期され、同月25日に予定されていたジュリー・アンドリュースのAFI生涯功労賞授賞式も延期された。この他に第7回プラティーノ賞授賞式が中止され、6月29日にYouTubeを通じて受賞者が発表された。
アカデミー賞とゴールデングローブ賞はCOVID-19パンデミックによって選考基準を満たすための劇場公開日数が確保できないことから、2021年対象作品の選考基準を緩和した。ハリウッド外国人映画記者協会によると、3月15日以降にロサンゼルスで劇場公開予定だった映画が、上映方法をケーブル放送やテレビ放送、デジタル配信に変更した場合も選考対象に含むことを明言した。ゴールデングローブ賞 外国語映画賞も、製作国での劇場公開予定日が3月15日以降の映画に対して同様の措置を採ることになった。第93回アカデミー賞でも劇場公開を予定していた映画であれば、会員登録が必要なビデオ・オン・デマンドでの公開に変更した場合も選考対象に含める方針を決定した。ただし、劇場の営業が再開された場合は1週間以上の劇場公開日数の基準を復活させるとし、上映対象都市はロサンゼルス、ニューヨーク、サンフランシスコ・ベイエリア、シカゴ、マイアミ、アトランタと定められた。
2020年6月15日、映画芸術科学アカデミーは第93回アカデミー賞の授賞式を2021年2月28日から4月25日に延期することを発表し、同時に選考作品の応募期限も2020年12月31日から2021年2月28日に延期された。一方、ガヴァナーズ賞と科学技術賞の発表は中止された。これを受け、英国映画テレビ芸術アカデミーも同様の対応を採り、第74回英国アカデミー賞の授賞式を4月に延期することを発表した。また、同月22日には第78回ゴールデングローブ賞の授賞式を2月28日に延期することが発表され、第27回全米映画俳優組合賞の授賞式も1月24日から3月14日に延期された。2021年1月13日にはカリフォルニア州で感染者数が増加していることを理由に第63回グラミー賞の授賞式が3月14日に延期され、これに伴い第27回全米映画俳優組合賞の授賞式が4月4日に再延期された。これに関して、SAG-AFTRAは「ザ・レコーディング・アカデミーは他の映画賞の授賞式日程を尊重せずに日程変更している」と批判声明を発表した。カナダでは第8回カナダ・スクリーン・アワードと第22回イリス賞の授賞式が中止され、第8回カナダ・スクリーン・アワードは5月28日、第22回イリス賞は6月10日にそれぞれネット配信で受賞者を発表した。
アメリカではロサンゼルスとニューヨークでオミクロン株が拡大したことにより、2022年1月の授賞式日程が混乱する事態が生じ、第27回クリティクス・チョイス・アワードの授賞式は第74回英国アカデミー賞と同日の3月13日、第49回アニー賞の授賞式は3月12日に延期された。第79回ゴールデングローブ賞の授賞式は1月9日にハリウッド外国人映画記者協会員のみが出席して開催されたが、会員の多様性問題を理由にNBCなどのメディアや候補者が出席やテレビ放送を拒否したため、Twitterを通じて受賞者が発表された。

### 映画祭

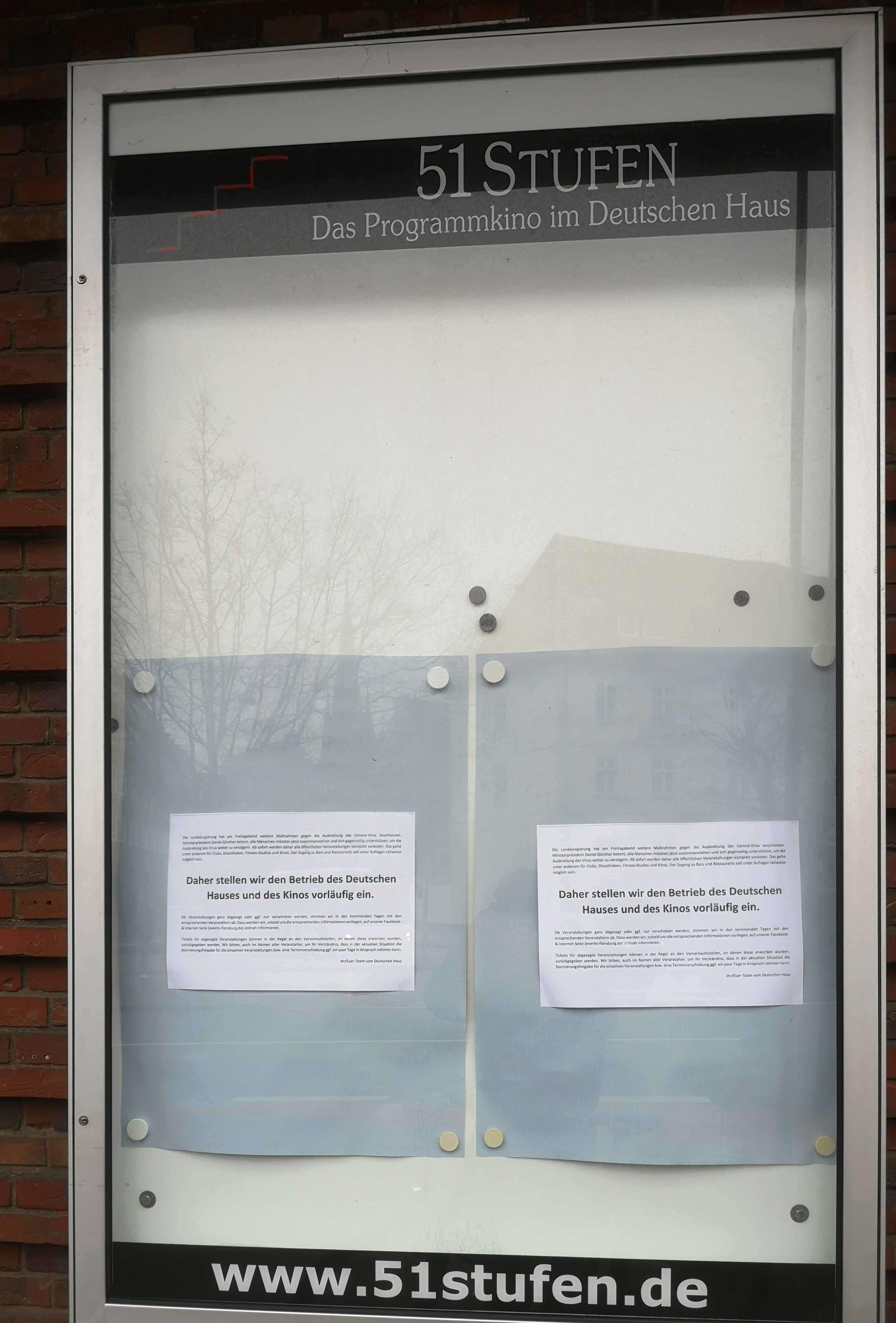
フレンスブルクのドイチェス・ハウスでのイベント・映画上映の中止を発表する掲示板。

COVID-19の感染拡大により、多くの映画祭が延期された。2020年3月5日に開催予定だったテッサロニキ・ドキュメンタリー・フェスティバルは6月に延期、北京国際映画祭は4月に延期（最終的に8月に開催）、フェビオフェストは3月から2020年以降に延期、ベントンビル映画祭は4月予定から8月に延期、国際イスタンブール映画祭は4月予定から2020年以降に延期、トライベッカ映画祭は2020年以降に延期された。2週間の日程で3月に開催されたシネクエスト映画祭は第1週の集客数が少なかったことから、第2週のイベント日程を8月に延期した。また、2週間の日程で4月1日から開催予定だったビバリーヒルズ映画祭は無期限延期、4月開催予定だった第38回ファジル映画祭も延期、4月開催予定だったメトロ・マニラ・サマー・フェスティバルはマニラ首都圏が都市封鎖されたことに伴い延期（後に開催中止）された。
2020年3月開催予定だった人権に関する国際映画祭&フォーラム、紅海国際映画祭、サウス・バイ・サウスウエスト、BFIフレア ロンドンLGBTIQ+映画祭、ニコロデオン・スライムフェスト、クムラ（ドーハ・フィルム・インスティチュート主催の国際映画監督会議）、香港フィルマート、全米劇場所有者協会主催のシネマコン、リールのシリーズ・マニア・テレビジョン・フェスティバルが開催中止となった。また、イーバートフェストとクリーブランド国際映画祭も開催中止となり、ガーデン・ステート映画祭はアズベリー・パークでの開催を中止する代わりにライブ配信形式で予定通りに実施された。第55回カルロヴィ・ヴァリ国際映画祭は2021年に延期され、11月に非公式の「54と1/2回映画祭」を開催することを発表したが、開催国チェコの感染状況が悪化したため開催中止となった。
3月6日にフランス国際映画祭協会は第73回カンヌ国際映画祭の招待状をゲストに送付して予定通りの開催を目指した（この時点でフランス国内では集会制限令が出されていた）。カンヌ国際シリーズフェスティバルとMIPTVは中止の予定だったが、後にカンヌ国際シリーズフェスティバルは10月開催に変更された。同月19日、フランス国際映画祭協会は予定されていた5月開催は不可能であるとして延期を発表した。この時点では6月下旬または7月上旬の開催を目指していたが、メイン会場の大講堂「ルイ・リュミエール」は一時的なホームレスの避難所になっていた。
トライベッカ映画祭、サウス・バイ・サウスウエスト、リールアビリティーズ、TCMクラシック・フィルム・フェスティバル、グリニッジ国際映画祭など複数の映画祭は例年通りの開催からオンライン配信による開催に方針を切り替えた。2020年8月にはオーシャンサイド国際映画祭がオンライン開催され、10月にはサンディエゴ国際映画祭がオンライン配信とドライブインシアター形式で開催された。一方、ロカルノ国際映画祭はCOVID-19パンデミックによって各国の映画製作が中断している状況を考慮して回顧上映をオンライン配信する方針を決め、ルクレシア・マルテルとラヴ・ディアスに過去の受賞作品の中から上映作品を選考するように依頼した。9月1日にトライベッカ・フィルム・インスティチュートは「新しい日常を取り巻く不確定要素」を理由に事業を無期限停止した。団体自体は解散せずに存続しており、同団体の親会社が運営しているトライベッカ映画祭も引き続き開催される。プロビンスタウン国際映画祭及び関連団体はCOVID-19パンデミックの影響を受け、2020年に雇用したCEOとスタッフ8人をレイオフした。
第45回トロント国際映画祭もイベントの一部をオンライン配信する方針を検討し、7月30日にドライブインシアターとオンライン配信による上映ラインナップを発表した。また、トロント国際映画祭は上映会場でのマスク着用は任意とする方針を発表した。しかし、感染リスクを高める可能性がある点、潜在的なスーパー・スプレッダーを発生させる危険性がある点から批判が起こり、オンタリオ州の感染状況が悪化していることから24時間以内に方針は撤回され、上映会場でのマスク着用を義務付けた。2021年9月に開催された第46回トロント国際映画祭では『DUNE/デューン 砂の惑星』『ベルイマン島にて』『ザ・ヒューマンズ』のプレミア上映において、COVID-19の陽性反応者が出席していたことが判明した。
こうした映画祭の延期・中止を受け、トライベッカ映画祭とYouTubeは複数の国際映画祭と共同で国際オンライン映画祭「We Are One: A Global Film Festival」を創設し、5月29日から6月7日にかけてYouTubeで映画を無料公開した。一方、映画業界の間では「COVID-19パンデミックが収束して主要映画祭が再開可能になった場合、小規模な映画祭はこのまま廃止するべき」という意見が出ている。理由として「廃止して大きな影響がなければ、そもそも映画業界にとって必要なイベントではないと判断できる」「COVID-19パンデミックによって大きな損害を出した映画業界の財政基盤を守るため」というものがある。

## 映画の公開

### 劇場上映
2020年1月22日、中国の大作映画『ロスト・イン・ロシア』が劇場公開を中止してストリーミング配信に変更された。同作は無料配信されたが、これは視聴を口実に外出を控えることを促す意図があったと言われている。翌23日に中国の全劇場が閉鎖され、『燃えよデブゴン TOKYO MISSION』もオンライン配信された。『ロスト・イン・ロシア』は配信開始から3日間で1億8000万アカウントが視聴し、最も興行的に成功した中国映画・非英語映画である『戦狼 ウルフ・オブ・ウォー』の記録（チケット販売数1億6000万枚）を上回った。2月に入ると、2月から3月にかけて中国で上映予定だったアメリカ映画が全て公開中止となったが、これに先立ち中国のメディア企業は1月から映画の無料オンライン配信を始めていた。アジア市場では中国・香港の配給会社が旧正月期間中の映画配給を停止し、『プロジェクトV』『唐人街探偵 東京MISSION』『レスキュー』『ジャン・ズーヤー:神々の伝説』『Do You Love Me As I Love You』などの公開時期が4月に延期された。行政からの劇場閉鎖指示が出ていないアジア各国の映画館では消毒液の設置、スタッフと観客の体温検査、劇場の清掃回数の増加、上映前にスクリーンに感染対策を呼びかけるメッセージを流すなど感染対策が強化された。旧正月期間中はアジア市場で新作映画が集中的に公開される稼ぎ時だが、感染拡大の時期と重なったため興行的に大きな損害を出している。
2020年3月、同年4月に公開予定だった『007/ノー・タイム・トゥ・ダイ』の公開日が11月に、続いて2021年4月に延期された。これは中国映画以外でCOVID-19パンデミックを理由に公開が延期された最初の事例であり、3月から4月にかけての全世界興行収入が低調となったこともあり、これをきっかけに映画経済への影響に関する議論が活発化した。各映画スタジオは他社の大作映画との競合を避けるため意図的に公開日を設定しているため、『007/ノー・タイム・トゥ・ダイ』の公開時期変更は他の大作映画の公開時期にも大きな影響を与えた。しかし、『007/ノー・タイム・トゥ・ダイ』については宣伝期間が増えたことと、前2作と同じ11月公開になったという点でプラスの効果が生じるとアナリストは指摘している。また、他の大作映画の公開時期変更についても同様の効果を生むという意見も出ている。『007/ノー・タイム・トゥ・ダイ』に続く形で他の映画も公開時期を変更し、ポーランド映画『誰も眠らない森』は3月13日公開予定から「パンデミックが落ち着く時期まで」延期となり、アメリカ映画『Slay the Dragon』も3月13日公開予定から4月3日に延期された。
『ピーターラビット2/バーナバスの誘惑』はイギリスで3月下旬、アメリカで4月上旬に公開が予定されていたが、8月上旬公開に延期された後、イギリスで2020年12月11日、アメリカで2021年1月15日公開に再延期された。大手映画スタジオ製作の作品が公開延期になったのは『007/ノー・タイム・トゥ・ダイ』に続いて2例目であり、ソニー・ピクチャーズ エンタテインメントは公開延期の理由としてCOVID-19パンデミックを主要な要因に挙げた他、劇場が大量閉鎖された状況下で公開することによる海賊版の横行に対する懸念や、『トロールズ ミュージック★パワー』のアメリカ公開が4月に延期されたことへの対処を挙げている。『トロールズ ミュージック★パワー』は元々4月公開予定が2月公開に前倒しされた後、同じユニバーサル・ピクチャーズ配給の『007/ノー・タイム・トゥ・ダイ』の公開時期変更に伴い4月公開に再延期され、『ピーターラビット2/バーナバスの誘惑』とは公開時期が重なり競合する状態になっていた。
この他のメジャー映画も、一部の国で公開が延期されている。ピクサー・アニメーション・スタジオの『2分の1の魔法』は2020年3月に公開されたが、中国などのCOVID-19パンデミックが深刻化した国では公開中止となり、韓国・イタリア・日本では公開延期となった。また、同月公開の『クワイエット・プレイス 破られた沈黙』『ムーラン』も感染が拡大している国での公開が中止となった。映画業界では3月公開のメジャー映画の興行成績が不調に終わることが確実視されるため、公開を5月に控えているブロックバスター映画（マーベル・スタジオの『ブラック・ウィドウ』、ユニバーサル・ピクチャーズの『ワイルド・スピード/ジェットブレイク』など）も公開延期となる可能性が指摘されている。『ムーラン』に関しては、興行収入の大部分を稼ぐ予定だった中国での公開が中止されたことが痛手となった。これは、劇場での公開が中止されたことにより海賊版が横行して、パンデミック収束後に劇場公開されても観客動員数が伸びない状況に陥る可能性が高いためである。一方の『クワイエット・プレイス 破られた沈黙』については興行収入が前作『クワイエット・プレイス』の1割程度だったため、中国は比較的重要な市場とは判断されなかった。
2020年3月12日、『クワイエット・プレイス 破られた沈黙』の公開延期が発表された。同作はレイバー・デーに合わせる形で9月4日公開に延期されたが、アメリカで感染者が増加したことに伴い、2021年4月23日に再延期された。同日にはインドの『Sooryavanshi』が無期限公開延期、『ワイルド・スピード/ジェットブレイク』が2021年4月2日に公開延期となった。また、同日開催された『ムーラン』のロンドンプレミアではレッドカーペットが用意されず、翌13日には公開スケジュールが白紙化され、その後『ジャングル・クルーズ』の公開日変更に伴い空白となった7月24日に変更され、さらに4週間後の8月21日に再延期された。しかし、最終的にディズニーは『ムーラン』を劇場公開しない方針を決定している。
当初、ディズニーは『アントラーズ』『ニュー・ミュータント』の公開を延期する一方で、『ブラック・ウィドウ』は予定通り公開する方針だった。これは『ブラック・ウィドウ』が他の2作と異なり「マーベル・シネマティック・ユニバース:フェーズ4」の映画第1作目に当たるため、今後のユニバース作品の製作・配給に影響が出ることを避ける必要があったためであるが、3月17日に『どん底作家の人生に幸あれ!』『ウーマン・イン・ザ・ウィンドウ』と共に公開延期が発表された。新たな公開日は『エターナルズ』の公開日として設定されていた11月になると予想されていたが、この時点では新たな公開日は発表されなかった。4月3日に『ブラック・ウィドウ』の新たな公開日が11月6日であることが発表され、7月25日には『アントラーズ』の新たな公開日が2021年2月19日であることが発表された。8月には『ムーラン』の劇場公開が中止され、Disney+で配信することが発表されたが、後に中国など一部の国で劇場公開されている。9月23日に『ブラック・ウィドウ』の公開日が2021年5月7日、『ナイル殺人事件』の公開日が2020年12月18日、『ウエスト・サイド・ストーリー』の公開日が2021年12月10日にそれぞれ延期された。これらの公開延期に伴い、ディズニーは「マーベル・シネマティック・ユニバース」の物語上の時系列を維持するため、『エターナルズ』の公開日を2021年11月5日に延期した。
ワーナー・ブラザースもディズニーに続く形で、2020年3月24日に配給作品の公開延期を発表した。2020年7月17日公開予定だった『TENET テネット』は7月31日に延期された後、8月12日に再延期された。『ワンダーウーマン 1984』は8月14日、10月2日を経て12月25日に延期され、『弱虫スクービーの大冒険』『イン・ザ・ハイツ』『マリグナント 狂暴な悪夢』は無期限延期となった。後に『弱虫スクービーの大冒険』はDVDスルーとなり、『イン・ザ・ハイツ』は2021年6月18日に公開することが決定した。これに先立つ3月19日には、ワーナー・ブラザースとイルミネーションは『ミニオンズ フィーバー』について、同作の製作を手掛けるイルミネーション・マック・ガフがパンデミックの影響で一時閉鎖されたことで、公開予定日の7月3日までのフィルム完成が不可能となったことに伴い公開延期することを発表した。4月1日には『SING/シング: ネクストステージ』の公開日が2021年7月2日に延期された。その後、『TENET テネット』は8月26日に公開されたが、パンデミック以来アメリカのブロックバスター映画が劇場公開されたのは同作が初となった。同作は70の海外市場で先行上映された後、9月3日にアメリカで公開された。9月6日までの興行収入は1億5000万ドルを記録し、このうちアメリカ国内の興行収入は2000万ドルに留まった。
2020年9月、ソニー・ピクチャーズ エンタテインメント会長のトニー・ヴィンシクエラはパンデミックが終息するまでは大規模予算映画を劇場公開しない方針を発表した。10月2日には「全世界で劇場公開すること」を条件に『007/ノー・タイム・トゥ・ダイ』の公開日が2021年4月2日に延期されたが、これは主要市場であるロサンゼルス、ニューヨーク、イギリス、日本で劇場閉鎖が続いていることが理由となっている。同作の海外配給権はユニバーサル・ピクチャーズが所有しており、同社は競合を避けるため『ワイルド・スピード/ジェットブレイク』の公開日を5月28日（戦没将兵追悼記念日）に延期した。その後、『007/ノー・タイム・トゥ・ダイ』の公開日はイギリスが9月30日、アメリカが10月8日に延期され、『ワイルド・スピード/ジェットブレイク』の公開日も6月25日に延期された。
ハリウッド映画の劇場公開が減少する中、日本のアニメ映画『劇場版 鬼滅の刃 無限列車編』が2020年の年間興行収入ランキング第1位となったが、ハリウッド映画以外の作品がランキング入りするのは映画史上初めてのことだった。同作が第1位になった背景として、日本では比較的パンデミックが抑えられていた点、テレビアニメシリーズの人気の高さ、他国の映画との競合が少なかった点が挙げられる。
2021年3月までにロサンゼルスとニューヨークでは劇場の営業が再開されることになり、配給会社の間では人気作品の上映に対する期待が高まった。同月にディズニーは『ブラック・ウィドウ』が2021年7月9日から劇場公開とDisney+での配信を同時に行うことを発表した。この公開形式は『ラーヤと龍の王国』で採用したリリース戦略と同様のものであり、『ブラック・ウィドウ』に続いて『クルエラ』『ジャングル・クルーズ』もこのリリース戦略を採用している。しかし、アメリカではワクチン接種が進む中、2021年7月にデルタ株の感染拡大が深刻化した。12歳未満の児童はワクチン接種ができないため、多くのスタジオはファミリー層向け映画の公開を延期するか、配信サービスを利用しての同時公開に方針を切り替えた。7月31日にパラマウント・ピクチャーズは9月公開予定だった『でっかくなっちゃった赤い子犬 僕はクリフォード』の公開を中止し、11月に劇場とParamount+を利用して同時公開する方針を決定した。ユナイテッド・アーティスツ・リリーシングも『アダムス・ファミリー2 アメリカ横断旅行!』の公開形式を劇場と配信サービスを利用した同時公開に変更した。また、ソニー・ピクチャーズは8月12日に『ヴェノム:レット・ゼア・ビー・カーネイジ』の公開日を10月15日に延期し、9月1日にはパラマウント・ピクチャーズが『ジャッカス FOREVER』『トップガン マーヴェリック』『ミッション:インポッシブル/デッドレコニング PART ONE』の公開日をそれぞれ2022年2月、2022年5月、2023年7月に延期することを発表した。9月6日にソニー・ピクチャーズは同月3日に劇場公開された『シャン・チー/テン・リングスの伝説』が興行的な成功を収めたことを受け、『ヴェノム:レット・ゼア・ビー・カーネイジ』の公開日を10月1日に前倒しすることを発表した。
また、ディズニーも『シャン・チー/テン・リングスの伝説』の興行的成功を受け、公開待機中の映画を劇場公開することを決定した。ソニー・ピクチャーズは『スパイダーマン:ノー・ウェイ・ホーム』を2021年12月17日に劇場公開し、オープニング週末興行収入が6億ドルを超え、2019年公開の『スター・ウォーズ/スカイウォーカーの夜明け』以来となる全世界興行収入10億ドル超えのヒットを記録した。同作は2022年1月に全世界興行収入15億ドルを記録し、2012年公開の『アベンジャーズ』を抜いて世界歴代興行収入ランキング第8位にランクインした。一方、12月10日に公開されたスティーヴン・スピルバーグの『ウエスト・サイド・ストーリー』は興行的な失敗を記録している。同作は批評家からは好評だったものの、アナリストは失敗の原因として、同作がパンデミックによって劇場観賞を忌避している成人女性層をターゲットにしていたこと、著名なスター俳優が出演していなかったこと、『キャッツ』『イン・ザ・ハイツ』『ディア・エヴァン・ハンセン』など近年の実写ミュージカル映画が興行不振に陥ったことでジャンル自体の関心が低かったことを挙げている。

### VOD

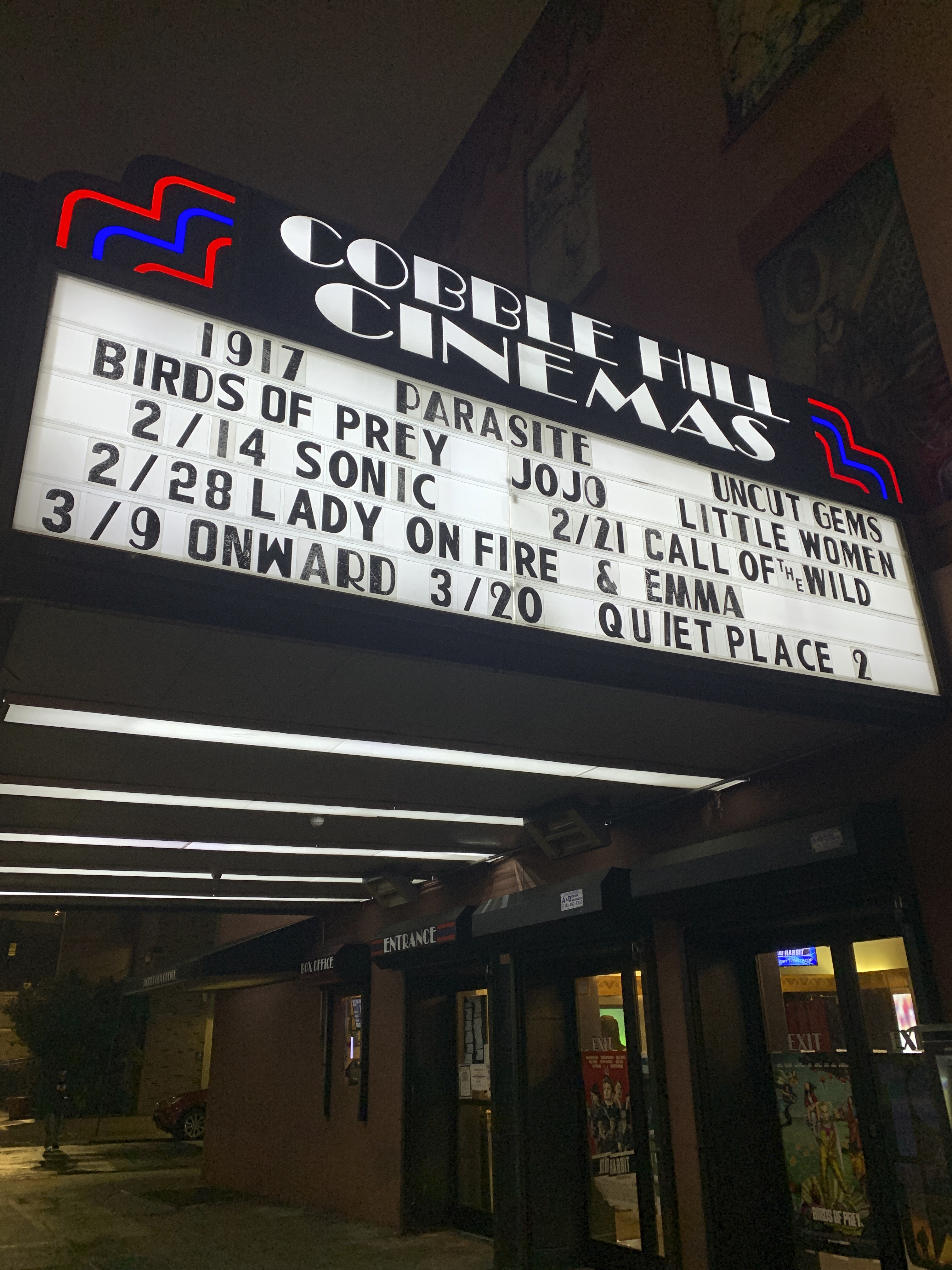
『クワイエット・プレイス 破られた沈黙』の公開延期を伝えるブルックリン区の劇場掲示板。

2019年公開の『アナと雪の女王2』は2020年6月26日からDisney+で配信する予定だったが、ディズニーは予定を前倒しして3月15日から配信を開始した。これについて、ディズニーCEOのボブ・チャペックは前倒しの理由について「忍耐と家族の大切さという力強いテーマが、現在の世界情勢と非常に関連性があるため」と語っている。また、興行的に振るわなかった『2分の1の魔法』も同月21日からデジタル販売が開始し、4月3日からはDisney+でも配信を開始した。同月16日には、ユニバーサル・ピクチャーズが劇場公開済みの『透明人間』『ザ・ハント』『EMMA エマ』を早ければ同月20日からプレミアム・ビデオ・オン・デマンド(PVOD)で19.99ドルで配信することを発表した。同日にワーナー・ブラザースは『ハーレイ・クインの華麗なる覚醒 BIRDS OF PREY』を同月24日から、3日後には『ザ・ウェイバック』も『ハーレイ・クインの華麗なる覚醒 BIRDS OF PREY』と同時にVODで公開することが決まった。同月20日にはパラマウントが『ソニック・ザ・ムービー』を同月31日からVODで公開することを発表している。4月3日にディズニーは『アルテミスと妖精の身代金』の劇場公開を中止し、6月12日からDisney+で配信することを発表した。これらの動きに対し、中国政府や全米劇場所有者協会は劇場経営を保護する観点から配給会社の姿勢を強く非難している。
『トロールズ ミュージック★パワー』はドライブインシアターで限定上映され、同時にVODでもレンタル販売を開始した。NBCユニバーサルCEOのジェフ・シェルはウォール・ストリート・ジャーナルの取材に対して、同作の収益が1億ドルを超えたことを明かし、今後も劇場とVODの「両方の方式」で映画を公開する方針を明言した。これに対して、AMCシアターズ会長兼CEOのアダム・アーロンは「彼は映画上映のやり方を全面的に変えようとする唯一の人物だ」と批判し、対抗措置として4月28日に全劇場でユニバーサル作品の上映中止を決定し、他の配給会社に対しても「この決定は、私たちとの誠実な交渉なく、一方的に上映方式を変える映画会社にも適用される。これは、彼ら配給会社と私たち興行会社の双方が利益を守り、損害を出さないための手段だ」と警告した。7月28日に両社は和解し、ユニバーサル・ピクチャーズは配給作品をAMCシアターズで最低でも17日間上映した後、AMCシアター・オン・デマンドを含むPVODで公開可能とするオプション契約を締結した。その後、ユニバーサル・ピクチャーズはシネマーク・シアターズ、シネプレックスとも同様の契約を結んでいる。
2020年12月にワーナー・ブラザースは、2021年公開作品を劇場公開と同時にHBO Maxで1か月間配信する方針を発表した。この「プロジェクト・ポップコーン」と呼ばれる方針の情報は映画製作者・映画スタジオ・興行会社に事前共有されていなかったため、一方的な発表に対して映画業界全体から批判の声が挙がった。2021年3月にワーナー・ブラザースはシネワールドとの間に、2022年公開作品を同社が所有するリーガル・シネマズで45日間独占上映する契約を結び、8月にはAMCシアターズとも同様の契約を結んでいる。また、キノ・インターナショナル、フィルム・ムーヴメント、ミュージック・ボックス・フィルムズ、ホープ・ランズ・ハイ、オシロスコープ・ラボラトリーズなどの配給会社は小規模な劇場所有者やアートハウスと連携し、オンライン配信の利益の一部を提供する「ヴィジュアル・シネマ」方式を採用して利益の共有を図っている。
2021年6月18日、ピクサーは『あの夏のルカ』をエル・キャピタン劇場で限定上映すると同時に、Disney+を通して北米で公開した。また、ユニバーサル・ピクチャーズは『ボス・ベイビー ファミリー・ミッション』『ハロウィン KILLS』を劇場とPeacockで同時公開している。パラマウントは『パウ・パトロール ザ・ムービー』を劇場とParamount+で同時公開する一方、『モンスターズ・リーグ』の劇場公開を中止してParamount+のみで公開する方針を決定し、ディズニーは『ミラベルと魔法だらけの家』を劇場で30日間独占上映した後にDisney+で公開した。2022年1月7日にピクサーは『私ときどきレッサーパンダ』の北米での劇場公開を中止し、3月11日からアメリカのエル・キャピタン劇場、AMCエンパイア25、グランド・レイク劇場、イギリスのショーケース・シネマズの複数の劇場で1週間限定公開すると同時にDisney+で公開することを発表した。さらに、ユニバーサル・ピクチャーズは『マリー・ミー』『炎の少女チャーリー』『Honk for Jesus. Save Your Soul』も劇場とPeacockで同時公開することを追加で発表した。

## 映画製作
パンデミックが深刻化した地域（主に中国、韓国、イタリア）では、映画製作のスケジュールやロケ地の変更、または撮影の完全な中断が相次いだ。ソニー・ピクチャーズはスタッフに感染の疑いが出たことからロンドン・パリ・ポーランドの事務所を閉鎖した。また、全米脚本家組合とSAG-AFTRAは対面式の会議を全て中止し、東陽市の横店影視城はスタジオを無期限閉鎖した。フィリピンではマニラ首都圏とカインタで都市封鎖が実施されたことを受け、スター・シネマ、リーガル・エンターテインメント、シネマ・ワン・オリジナルズが撮影を中断している。中国と香港でも製作中断が相次ぎ、ウォン・カーウァイが上海市で撮影予定だった『Blossoms』は製作中断、ジャ・ジャンクーの新作映画は2021年春まで製作中断のうえ脚本の書き直しが検討され、ドニー・イェンの『Polar Rescue』は2020年末まで製作中断となった。
パンデミックの影響を受けて大作映画も相次いで撮影が中断された。『ミッション:インポッシブル/デッドレコニング PART ONE』はヴェネツィアで撮影を予定していたが、パンデミックの影響を受けてスタッフが帰国したため撮影が中断した。『エルヴィス』はクイーンズランド州で撮影が進んでいたが、主要キャストのトム・ハンクスの感染が判明したため撮影が中断し、参加していたスタッフ・キャストが全員隔離された。この事態を受けたワーナー・ブラザースはオーストラリア公衆衛生局と協力し、トム・ハンクスと妻リタ・ウィルソンが講演を行ったシドニー・オペラハウスなどで夫妻に接触した可能性がある人物の特定作業を開始した。また、同国で撮影を行っていた『シャン・チー/テン・リングスの伝説』も、監督のデスティン・ダニエル・クレットンが感染の疑いで自主隔離に入ったことで、2020年3月12日から撮影が一時中断している（検査結果は陰性）。2021年2月9日にディズニーはパンデミックの影響により、傘下スタジオのブルースカイ・スタジオを閉鎖すると発表した。同スタジオは『Nimona』の製作を手掛けていたが、フィルムの75%が完成した状態でスタジオが閉鎖されることになり製作自体が中止された（2022年4月にアンナプルナ・ピクチャーズ主導で企画は再始動した）。
2020年5月初頭に独立商業製作者協会はアメリカ国内で規制解除が始まったことを受け、映画製作に関わる部署や製作所向けの作業ガイドラインを発表し、6月1日には各映画スタジオと従業員組合で構成する作業部会が、キャスト・スタッフの健康・安全に関する提言をまとめたレポートを発表した。これらのガイドラインでは定期的な検査、撮影時以外のマスク着用、キャストに「可能な限り」社会的距離を確保すること、「濃厚接触」が必要となるシーンの削除・修正、キャスティング作業を対面式からリモート式に変更することなどを推奨している。同月5日にカリフォルニア州知事のギャビン・ニューサムは、州の公衆衛生局から許可を得たスタジオに関して、同月12日から州内での映画・テレビシリーズ製作を認めると発表した。彼は作業部会のレポートを参考にしてガイドラインを作成するように指示しており、翌6日には複数の業界団体（全米監督協会、国際映画劇場労働組合、チームスターズ、SAG-AFTRA）が映画・テレビシリーズ製作のための安全プロトコル（キャスト・スタッフの定期的な検査、1日の撮影時間を10時間以内に制限、健康管理責任者の指定義務付けなど）をまとめた36ページのレポートを発表している。

## 興行会社
世界の株式市場が回復傾向に移る中で興行会社の株価はこの流れに乗れず下落を続け、2020年3月4日にシネマーク・シアターズの株価は0.53%、AMCシアターズの株価は3.5%下落した。同日に『007/ノー・タイム・トゥ・ダイ』の公開延期が発表されたことでAMCシアターズの株価は2週間以上にわたり30%下落し、シネマーク・シアターズの株価も同月6日までに20%下落、同月12日にはさらに24%下落している。株価の大幅下落の原因として、AMCシアターズがイタリアで一部の劇場を閉鎖したこと、『007/ノー・タイム・トゥ・ダイ』が公開延期したことで市場に対する信頼性が低下したことが挙げられる。これは、本来『007/ノー・タイム・トゥ・ダイ』の公開が予定されていた週末に他の新作映画を公開しても映画ファンの関心は高まらず、興行会社にとっては収益減少に直結する問題だった。同月4日にはナショナル・シネメディアの株価も1.25%下落し、同月12日までにシネマーク・シアターズ、AMCシアターズ、ナショナル・シネメディアの株価は月初より35%以上下落した。特に世界シェア第2位の規模を持つシネワールドは複数の映画が公開延期したことに加え、パンデミックの影響と株価下落が長期化したことで経営破綻する可能性が指摘された。
2020年8月、カリフォルニア州は同月31日から特定の郡での規制解除を可能にするため、保険指標評価に基づき色分けされた段階表を発表した。この表で赤色階層以上に該当した場合、限定的な範囲での劇場営業が可能となり、赤色に該当する郡では100人当たり25%、オレンジ色の郡では200人当たり50%、黄色の郡では上限なしで50%での制限解除という段階が設定された。ただし、この段階表が設定された時点で州内の大半の郡は紫色階層に指定されたため、劇場閉鎖が継続されることになった。また、この保険指標評価は郡の保険担当者の判断で、さらに厳しい規制が課される場合もある。
2020年10月3日、『007/ノー・タイム・トゥ・ダイ』の公開が2021年4月まで延期されたことに伴い、シネワールドがテントポール映画の不在による業績悪化を懸念し、イギリス・アイルランドの全劇場及びアメリカのリーガル・シネマズの大半の劇場の営業を無期限停止することが報じられた。同月5日にシネワールドは報道の内容が事実であることを認め、同社CEOのムーキー・グレイディンガーは新作映画の上映なしに劇場営業を続けることはコストが掛かり過ぎること（当初の予定では『007/ノー・タイム・トゥ・ダイ』の公開までは営業を継続するつもりでいた）、ニューヨーク州で劇場閉鎖が続いた影響で『TENET テネット』の興行収入が伸び悩んだことで、映画スタジオが新作映画の公開を躊躇していることを理由に挙げている。ただし、営業再開が許可されたカリフォルニア州の7劇場は営業停止の対象外となっている。この決定が報じられた後、シネワールドの株価は40%下落している。
10月7日からサンフランシスコでは劇場営業が再開されたが、カリフォルニア州とネバダ州では「劇場内の売店の営業は認めない」という現地当局のガイドラインに反発した全米劇場所有者協会が営業をボイコットしたため、大半の劇場は依然として閉鎖されたままとなった。同協会は両州のガイドラインに対し、「協会加盟館が営業再開することは経済的に不可能になり、観客の映画体験を大きく阻害する」と批判している。シネマーク・シアターズは売店営業禁止のガイドラインを遵守しつつ、同月末にサンフランシスコ・ベイエリアとサンタクララ郡の一部の劇場を再開することを発表した。同月9日にリーガル・シネマズはカリフォルニア州とニューヨーク州で営業再開した劇場の一部を同月12日から無期限閉鎖することを発表し、同日にファイザーとビオンテックが共同開発中のファイザー - ビオンテック COVID-19 ワクチンの有効性に関する発表を行ったことに伴い、AMCシアターズ、シネマーク・シアターズ、ディズニーの株価が上昇した。同月17日、ニューヨーク州では14日間の平均発症率2%未満の郡内の劇場を対象に、同月23日から1スクリーンの観客動員数を50人に制限して営業再開することを認めたが、感染者数の多いニューヨークは営業再開の対象外となっている。
2021年3月5日、ニューヨーク市当局も他州と同じく1スクリーンの観客動員数を50人に制限して劇場営業の再開を認めた。同月11日にはロサンゼルス郡公衆衛生局が郡内の劇場に対して、観客動員率を25%に制限して営業の再開を認めた。2019年時点で郡内には107劇場があり、そのうち42劇場が3月26日までに営業を再開し、一部の劇場チェーンや独立系劇場も『ゴジラvsコング』の公開に向けて数週間以内に営業を再開する方針を決めた。2週間後にロサンゼルス市内の劇場が観客動員率を25%に制限して営業を再開し、3月23日にはリーガル・シネマズが4月2日から劇場営業を再開することを発表した。4月19日にニューヨーク市内の劇場観客動員率を同月26日から33%に引き上げることが発表された。同日、カリフォルニア州は州内の段階表のうち、オレンジ色の郡は観客動員率50%、黄色の郡はワクチン接種証明書または陰性証明書を提示することを条件に観客動員率75%に引き上げることを発表し、同時にワクチン接種者用に座席間の距離を縮めた座席を配置することも定められた。
2020年10月と2021年3月にスタジオ・ムービー・グリルとアラモ・ドラフトハウス・シネマは、それぞれ連邦倒産法第11章の適用を申請した。その後、スタジオ・ムービー・グリルは2021年4月に、アラモ・ドラフトハウス・シネマは2021年6月に新たな資金調達の道を確保したことで連邦倒産法第11章の適用から外れ、両社はそれぞれ不採算劇場の閉鎖を実施すると同時に新劇場の建設計画を策定した。一方、2021年4月21日にデキュリオン・コーポレーション（アークライト・ハリウッド、シネラマ・ドーム、パシフィック・シアターズの親会社）はパンデミックの経済的な影響を受けて全劇場の閉鎖を決定し、6月にはパシフィック・シアターズが連邦倒産法第7章の適用を申請した。翌月にはリーガル・シネマズ、AMCシアターズ、ランドマーク・シアターズがアークライト・ハリウッドとパシフィック・シアターズが所有していた劇場の権利をそれぞれ引き継いだ。
2021年5月3日にニューヨーク州、ニュージャージー州、コネチカット州の3知事が共同発表を行い、同月19日から各州の劇場の入場制限人数を撤廃することを明言した。ニューヨーク州の劇場では入場制限は撤廃されるが、1.8メートル以上の距離を確保することが定められた。翌4日にはロサンゼルス郡が黄色（最小地域）に移動となったが、郡公衆衛生局は郡内の劇場観客動員率を75%に引き上げることは却下した。その後、ワクチン接種が進んだことを受け、2021年6月にはニューヨーク州とカリフォルニア州では劇場を含む大規模施設の観客動員率制限を撤廃した。しかし、デルタ株の感染拡大とワクチン接種率の低下に伴い、8月3日にニューヨーク（この時点の市民ワクチン接種率は55%）は劇場を含む屋内娯楽施設の入場者をワクチン接種者に限定する方針を決定した。10月にはロサンゼルスが、劇場に入場する際にはワクチン接種証明書の提示を義務付ける施策を11月4日から実施することを発表した。
2022年3月にはインドの二大劇場チェーンのPVRシネマズとINOXレジャーが、パンデミックの影響を受けて合併することが発表された。

## ストリーミング配信
BBCはパンデミックに伴う自宅への引きこもりによって社会から切り離された人々が増えることでOTTサービスの利用者が増加する可能性を指摘し、ガーディアン紙も映画業界はストリーミング市場における利益を確保するために、非ブロックバスター映画は劇場公開後すぐにストリーミング配信される可能性を指摘している。ストリーミング配信で成功した例として2011年公開の『コンテイジョン』が挙げられ、2019年12月時点のワーナー・ブラザース作品における配信視聴ランキングは第270位だったが、2020年3月時点のランキングでは第2位に急上昇している。また、iTunesでもフィルムレンタルのトップ10入りを果たしている。同作が人気を集めた理由として、「未知のウイルスが引き起こすパンデミックによる社会不安を描いた内容が共感を得たため」といわれている。ストリーミング配信を手掛けるNetflixは2020年1月にオリジナル・ドキュメンタリー番組『パンデミック -知られざるインフルエンザの脅威-』を配信し、2020年3月12日までに同社の株価は急上昇した。インドでは2020年3月9日にディズニーの株価が23%下落したが、同社は2日後の同月11日からDisney+ ホットスターを通してインド国内のストリーミング配信サービスを開始した。

## 映画保険
保険会社フロント・ロウ・インシュアランスはCOVID-19パンデミックによる映画への影響について、特に映画製作保険の観点から業界紙やメディアで発言している。同社によるとパンデミックによって多くの保険会社が「伝染病免責事項」を新たに設定したため、COVID-19パンデミックを理由に保険が適用される可能性は低くなったという。COVID-19が保険適用される映画保険はパンデミック前に比べて保険料が高額化しており、加入できる映画スタジオは少数となっている。